# Крістоф Дюгаррі
Крісто́ф Дюгаррі́ (фр. Christophe Dugarry, нар. 24 березня 1972, Лормон) — французький футболіст, нападник.
Насамперед відомий виступами за клуб «Бордо» та національну збірну Франції.
Володар Кубка французької ліги. Володар Кубка Інтертото. У складі збірної — чемпіон світу, чемпіон Європи, володар Кубка Конфедерацій.

## Клубна кар'єра
У дорослому футболі дебютував 1988 року виступами за команду клубу «Бордо», в якій провів вісім сезонів, взявши участь у 187 матчах чемпіонату. Більшість часу, проведеного у складі «Бордо», був основним гравцем атакувальної ланки команди.
Згодом з 1996 по 1999 рік грав у складі команд клубів «Мілан», «Барселона» та «Олімпік» (Марсель).
Своєю грою за останню команду знову привернув увагу представників тренерського штабу клубу «Бордо», до складу якого повернувся 1999 року. Цього разу відіграв за команду з Бордо наступні чотири сезони своєї ігрової кар'єри.
Протягом 2003—2004 років захищав кольори команди клубу «Бірмінгем Сіті».
Завершив професійну ігрову кар'єру у катарському клубі «Катар СК», за команду якого виступав протягом 2004—2005 років.

## Виступи за збірну
1994 року дебютував в офіційних матчах у складі національної збірної Франції. Протягом кар'єри у національній команді, яка тривала 9 років, провів у формі головної команди країни 55 матчів, забивши 8 голів.
У складі збірної був учасником чемпіонату Європи 1996 року в Англії, чемпіонату світу 1998 року у Франції, здобувши того року титул чемпіона світу, чемпіонату Європи 2000 року у Бельгії та Нідерландах, здобувши того року титул континентального чемпіона, а також чемпіонату світу 2002 року в Японії і Південній Кореї.

## Досягнення
- Володар Кубка французької ліги:

«Бордо»: 2001-02
- Володар Кубка Інтертото:

«Бордо»: 1995
- Чемпіон світу: 1998
- Чемпіон Європи: 2000
- Володар Кубка Конфедерацій: 2001, 2003